# Ghidfalău
Ghidfalău is een Roemeense gemeente in het district Covasna.
Ghidfalău telt 2665 inwoners.